# South Barrington
South Barrington är en förort till Chicago i USA. Den ligger i Cook County i Illinois. Här ligger megakyrkan Willow Creek. 